# ۳۹ پله (فیلم ۱۹۳۵)
۳۹ پله (انگلیسی: The 39 Steps) فیلمی در ژانر دلهره آور به کارگردانی آلفرد هیچکاک است که در سال ۱۹۳۵ منتشر شد. از بازیگران آن می‌توان به رابرت دونات، پگی اشکرافت و جان لوری اشاره کرد.این فیلم بر اساس رمان ماجراجویی سی و نه مرحله نوشته جان باکن  ساخته شده است.